# John Brinck
John Brinck (né le 16 septembre 1908 à Winters (Californie) et mort assassiné le 19 mai 1934 à Falfurrias) est un rameur d'aviron américain.

## Palmarès

### Jeux olympiques
- Amsterdam 1928
  -  Médaille d'or en huit[1].